# Port Lockroy
Port Lockroy is een natuurlijke haven in het noordoostelijke deel van de kust van Wiencke-eiland in de Palmerarchipel van het Brits Antarctisch Territorium.

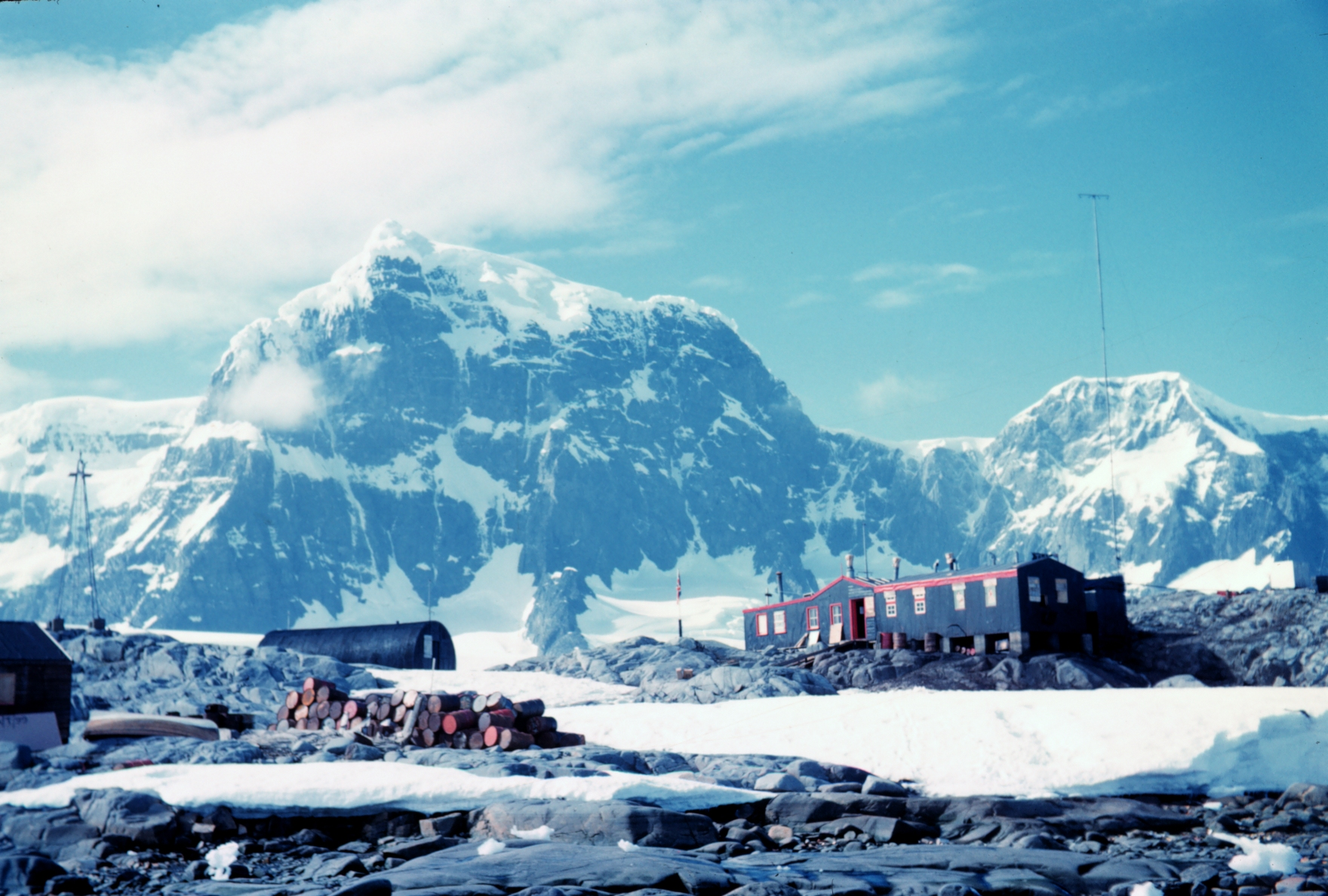
De verlaten Britse basis in 1962

## Geschiedenis
Het werd ontdekt in 1904 en genoemd naar Eduard Lockroy tijdens zijn Franse Antarctische expeditie. De haven werd gebruikt tussen 1911 en 1931 voor de walvisvangst. Tijdens de Tweede Wereldoorlog was Port Lockroy de basis voor Operatie Tabarin in 1944.  De basis bleef nadien als Brits poolstation tot in 1962.
In 1996 werd de Port Lockroy basis gerenoveerd en nu is het een museum en een postkantoor.
Het is een van de meest populaire toeristische bestemmingen in Antarctica. De opbrengst van de kleine souvenirwinkel financiert het onderhoud van de site en andere historische bezienswaardigheden en monumenten in Antarctica. De helft van het eiland is open voor toeristen en de andere helft voorbehouden voor pinguïns.

### Historische site
Het historisch belang van de site heeft te maken met Operatie Tabarin en wetenschappelijk onderzoek. De eerste metingen van de ionosfeer vonden er bijvoorbeeld plaats. De site is aangewezen als Historische Site of Monument in Antarctica, naar aanleiding van een voorstel van het Verenigd Koninkrijk in het Verdrag inzake Antarctica.